# Frýdek-Místek
Frýdek-Místek és una ciutat de la República Txeca de 57.000 habitants (2015), situada a la regió de Moràvia i Silèsia. Té l'estatus de ciutat estatutària. Pertany al Districte de Frýdek-Místek, del qual és el centre administratiu, i comprèn dues ciutats que antigament havien estat independents l'una de l'altra, separades pel riu Ostravice: Frýdek, que queda a la riba oriental, és part de la regió històrica de Těšín Silesia, i Místek, a la riba occidental. El pantà d'Olešná, a la zona sud-oest de la perifèria de la ciutat, és un centre recreatiu important.

## Galeria

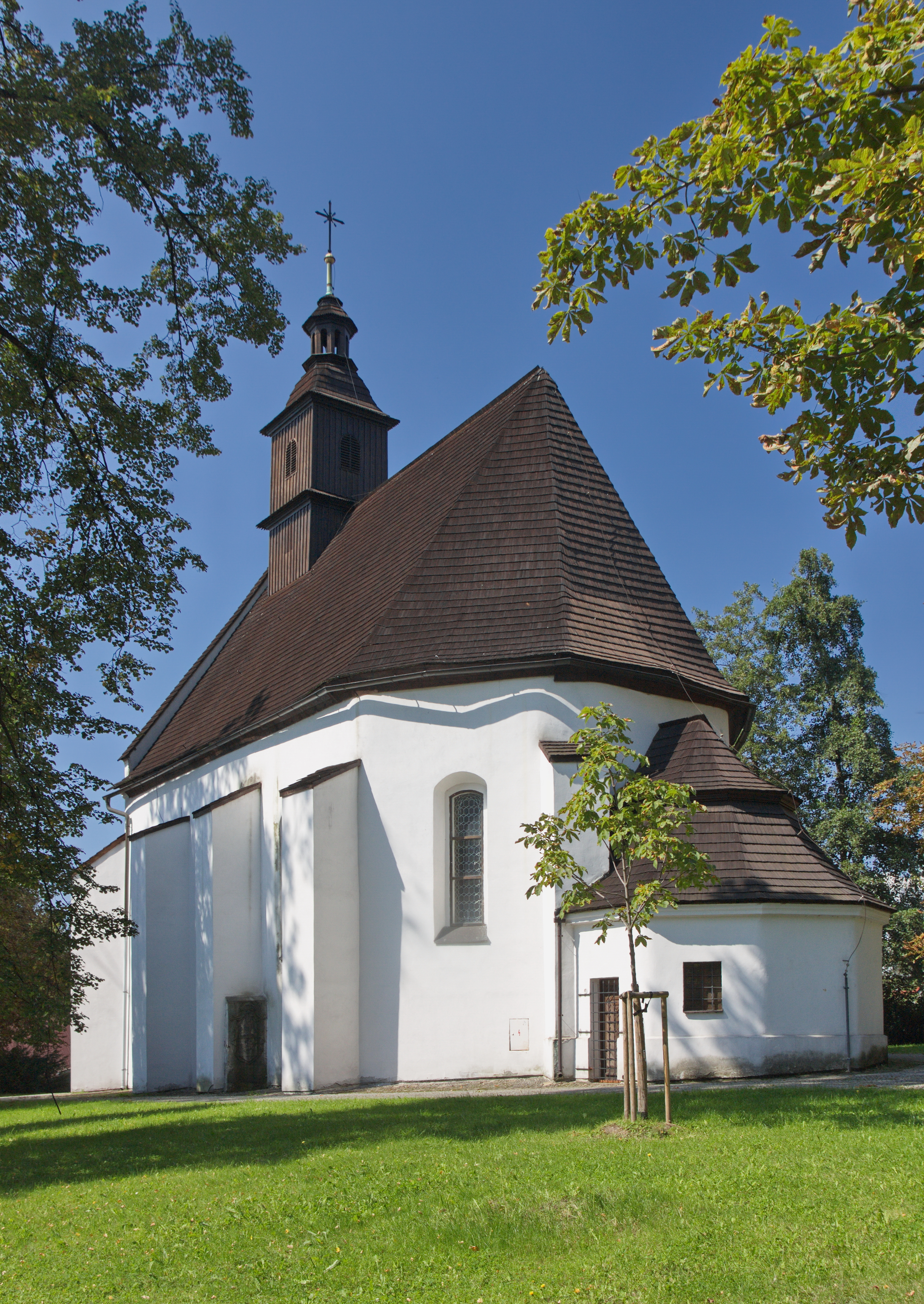
Església de Sant Judoc
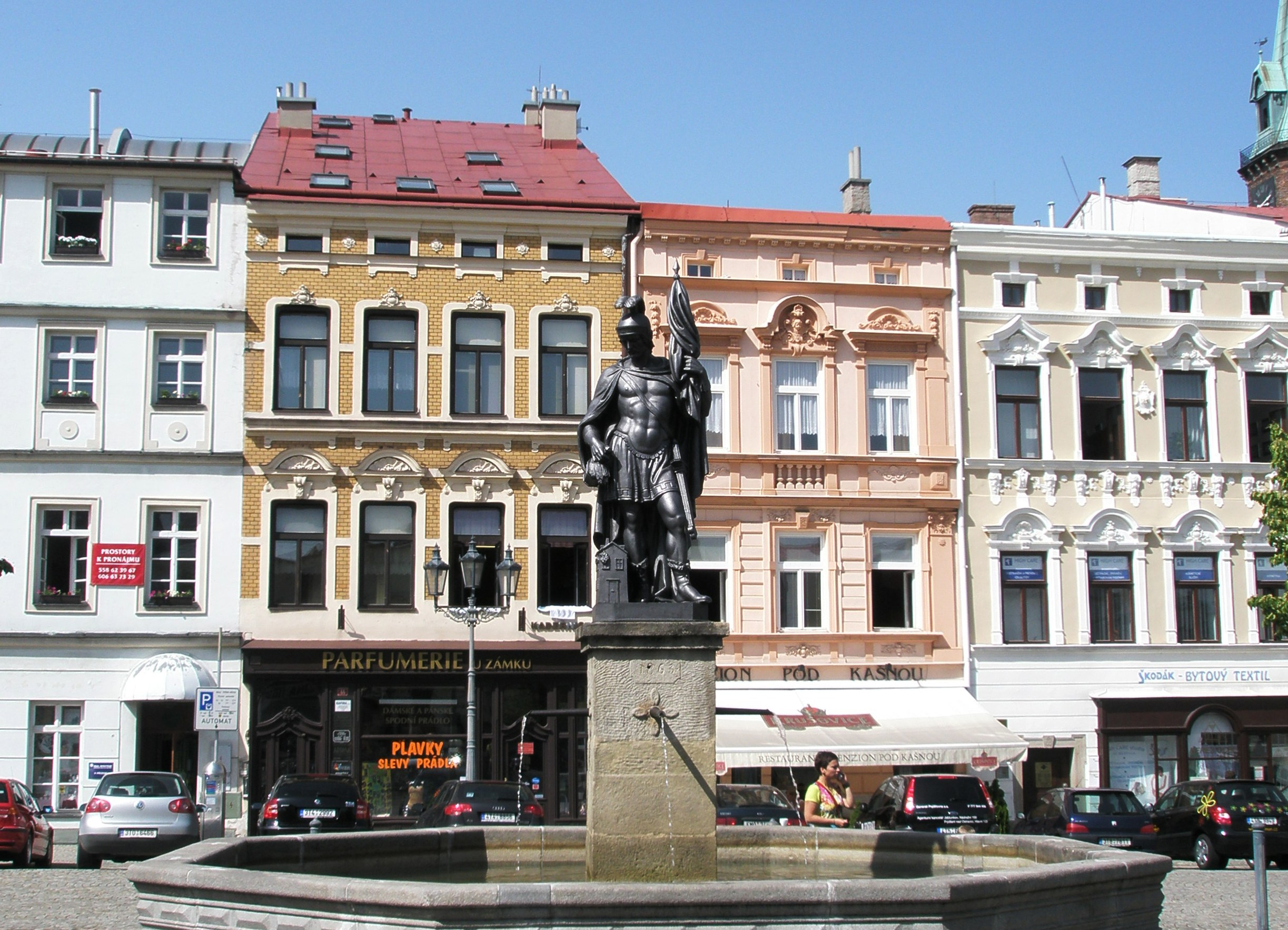
La Plaça Major amb una estàtua de Sant Florià
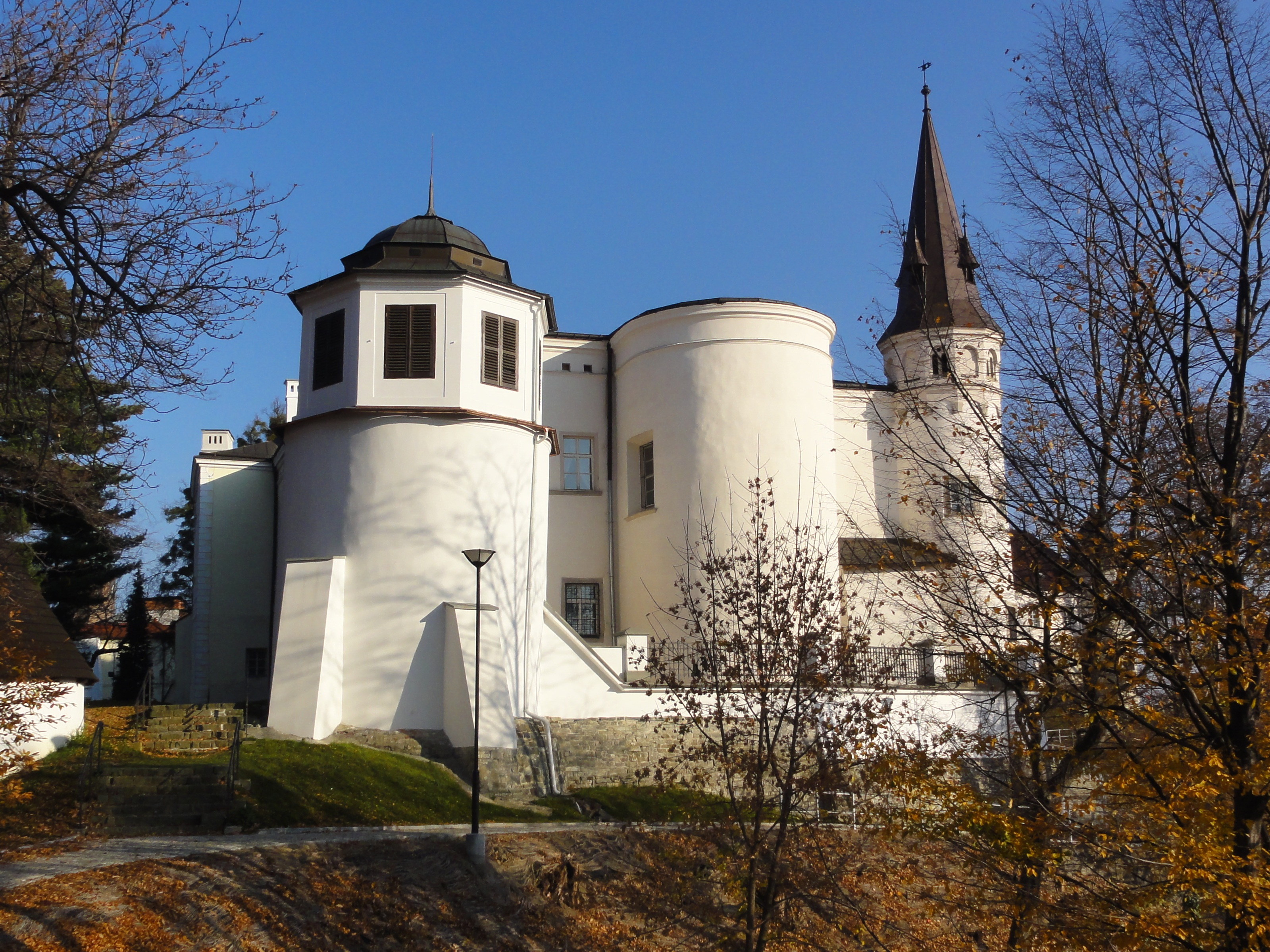
Castell de Frýdek a la tardor
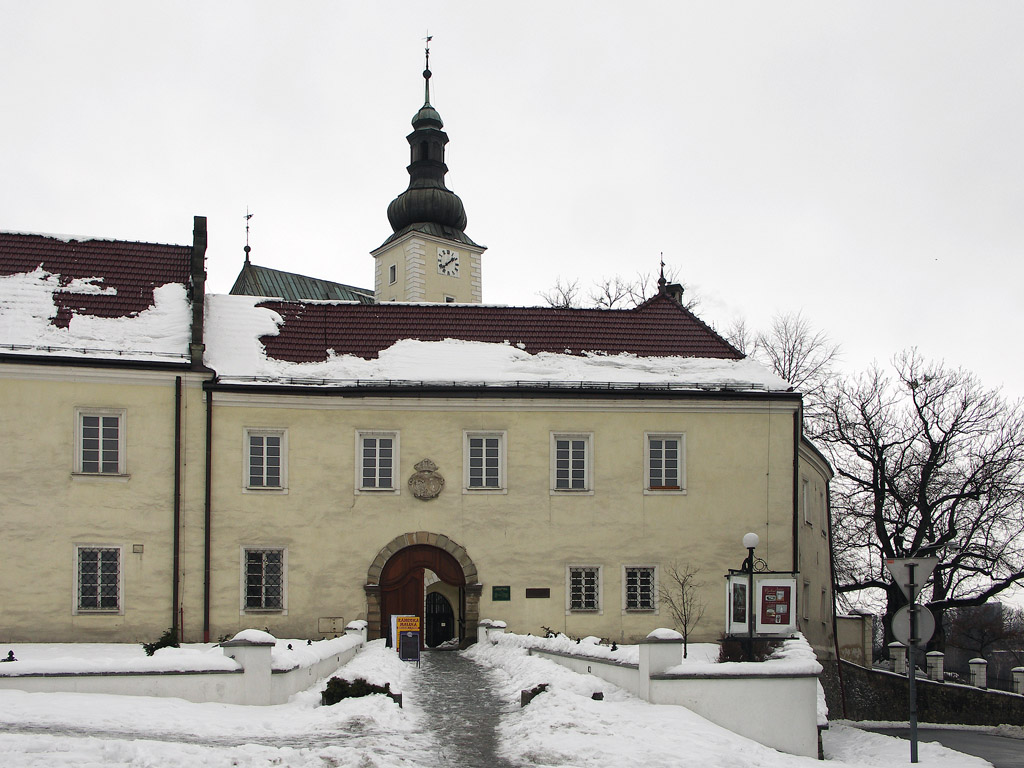
Castell de Frýdek a l'hivern